# Черныши (Рославльский район)
Черныши — деревня в Рославльском районе Смоленской области России. Входит в состав Костырёвского сельского поселения. Население — 13 жителей (2007 год). 
Расположена в южной части области в 28 км к северо-востоку от Рославля, в 0,1 км южнее автодороги Р137 Сафоново — Рославль. В 26 км юго-западнее деревни расположена железнодорожная станция Крапивенская на линии Смоленск — Рославль. 

## История
В годы Великой Отечественной войны деревня была оккупирована гитлеровскими войсками в августе 1941 года, освобождена в сентябре 1943 года.